# Rod Ewaliko
Rod Ewaliko (* 18. April 1954) ist ein ehemaliger US-amerikanischer Speerwerfer.
1977 wurde er Vierter beim Leichtathletik-Weltcup in Düsseldorf und 1979 Sechster bei den Panamerikanischen Spielen in San Juan.
Der US-Boykott verhinderte eine Teilnahme an den Olympischen Spielen 1980 in Moskau.
1981 wurde er erneut Vierter beim Leichtathletik-Weltcup in Montreal und 1983 Elfter bei den Leichtathletik-Weltmeisterschaften in Helsinki.
1983 wurde er US-Meister. Seine persönliche Bestleistung von 90,66 m stellte er am 25. Februar 1984 in Goleta auf.